# 乔治娅·佩里
乔治娅·佩里（英語：Georgia Perry，1993年8月13日—），新西兰女子赛艇运动员。她曾代表新西兰参加美国萨拉索塔举行的2017年世界赛艇锦标赛，获得女子八人单桨有舵手铜牌。